# آرامگاه سید فتح الدین رضا
بقعه سید فتح الدین رضا مربوط به دوره پهلوی است و در شهرستان یزد، خیابان امام خمینی (ره) واقع شده و این اثر در تاریخ ۷ مهر ۱۳۸۱ با شمارهٔ ثبت ۶۵۴۵ به‌عنوان یکی از آثار ملی ایران به ثبت رسیده است.